# Deck the Halls
Deck the halls (titolo originale inglese: Deck the hall with holly) è una tradizionale e allegra carola natalizia, pubblicata per la prima volta in Inghilterra nel 1881 da J. P. McCaskey, che la inserì nella raccolta Franklin Square Song Collection, e celebre ormai in tutto il mondo soprattutto per il ricorrente "fa la la la la, la la la la" (derivato forse da un originario suono d'arpa) del ritornello.
L'autore del testo è rimasto anonimo (qualcuno ritiene che si tratti dello stesso McCaskey, anche se forse le parole hanno avuto origine negli Stati Uniti), mentre la melodia è stata quasi certamente attinta da Nos Galan (= “Vigilia di Capodanno”), una tradizionale canzone gallese, databile probabilmente intorno al XVII secolo ed attestata per la prima volta in un manoscritto musicale dell'arpista gallese John Parry Dall (1710–1782).

## Testo

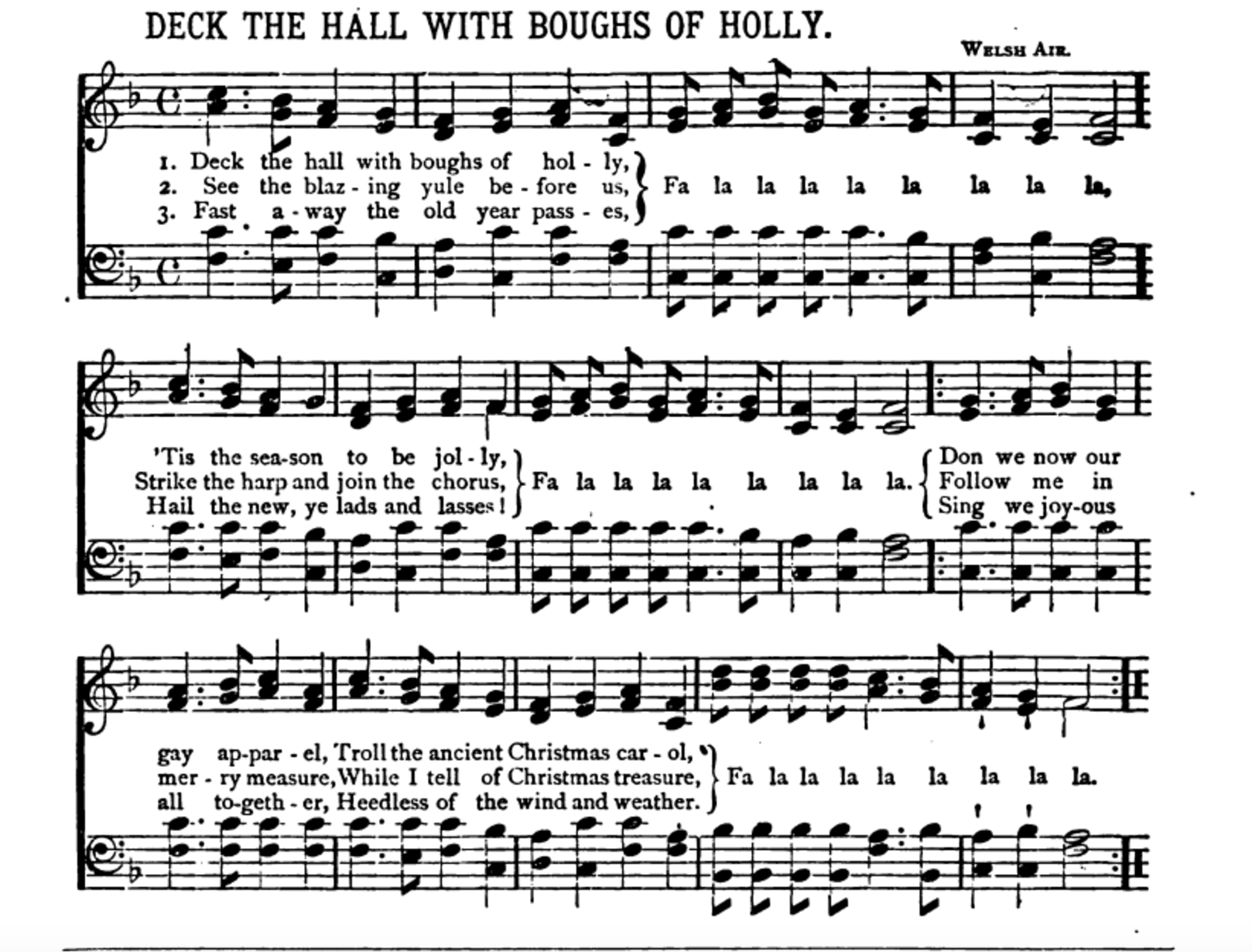
Spartito del brano

Della canzone, che si compone di tre strofe (di otto versi ciascuna), esistono due varianti, che discostano solo leggermente l'una dall'altra): tra le differenze, si nota, l'uso in un verso della parola Christmas in una versione e della parola Yule (voce di uso letterario o dialettale, derivata da un'antica festa pagana germanica del solstizio d'inverno) nell'altra per "Natale".
Il titolo della canzone deriva dalle prime parole della stessa, le quali fanno riferimento alla tradizione natalizia di decorare le stanze (deck the halls) con rami d'agrifoglio (boughs of holly):
Deck the hall(s) with boughs of holly,

Fa la la la la, la la la la.

'Tis the season to be jolly,

Fa la la la la, la la la la.

Don we now our gay apparel, / Fill the mead-up, drain the barrel,

Fa la la, la la la, la la la.

Troll the ancient Yule tide carol, / Troll the ancient Christmas carol,

Fa la la la la, la la la la.
See the blazing Yule before us, / See the flowing bowl before us,

Fa la la la la, la la la la.

Strike the harp and join the chorus.

Fa la la la la, la la la la.

Follow me in merry measure,

Fa la la, la la la, la la la.

While I tell of Yule tide treasure,/ While I sing of beauty treasure,

Fa la la la la, la la la la.
Fast away the old year passes,

Fa la la la la, la la la la.

Hail the new, ye lads and lasses,

Fa la la la la, la la la la.

Sing we joyous, all together, /Laughing, quaffing, all together

Fa la la, la la la, la la la.

Heedless of the wind and weather,

Fa la la la la, la la la la.
Del brano, esistono poi una variante popolare inglese ed alcune versioni gallesi: con Deck the Hall(s) hanno in comune, oltre che la melodia, soltanto il numero di strofe e il ricorrente fa la la la la la la la la, mentre il testo è completamente diverso